# Istmo di Catanzaro

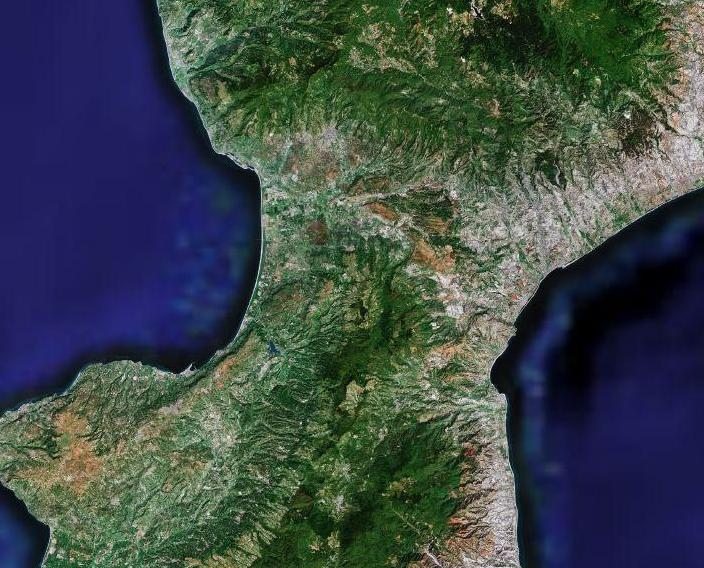
Immagine satellitare dell'istmo.

L'Istmo di Catanzaro, il cui punto centrale è la sella di Marcellinara (detta anche insellatura di S. Elia, il punto più basso, 250 m s.l.m, dell'Appennino calabro all'interno dell'istmo), o istmo dei due mari è la striscia di terra che separa il mar Tirreno a ovest dal mar Ionio a est, ed è la più stretta dell'intera penisola italiana.

## Geografia fisica

### Territorio

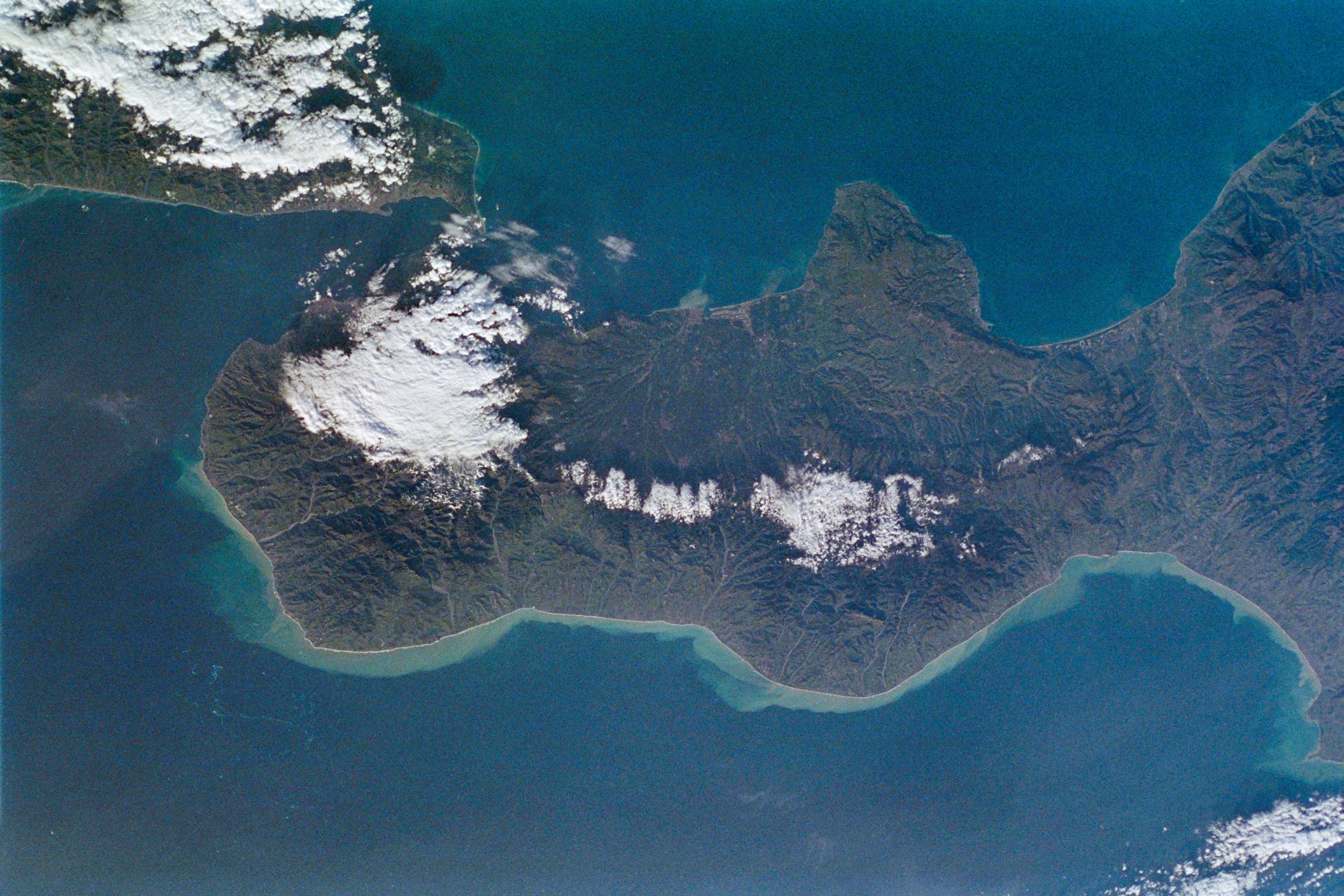
Vista satellitare della Calabria centro-meridionale, con l'istmo sulla destra.

L'istmo è largo circa 35 chilometri tra i due mari e si trova in corrispondenza della depressione tra le estreme appendici meridionali della Sila e la parte settentrionale delle Serre. La valle tra le due catene montuose è larga circa 2 chilometri nel punto più stretto e si allarga in corrispondenza della piana di Sant'Eufemia ad ovest e della valle del Corace ad est, per poi terminare sulle rispettive coste. I confini settentrionali corrispondono all'incirca con la zona a sud di Lamezia Terme a occidente, e con Catanzaro a oriente, mentre quelli meridionali corrispondono con la zona a nord di Pizzo a occidente e con la zona a nord di Soverato a oriente, precisamente nel comune di Montepaone. A sud di Marcellinara si trova l'omonima Sella che è il punto più basso (250 m s.l.m.) dell'Appennino calabro.
Da alcune zone dei comuni di Miglierina, Tiriolo, Catanzaro, Caraffa di Catanzaro, Girifalco (sommità del monte Covello) e dal monte Contessa è possibile avere una vista panoramica contemporaneamente del mar Ionio e del mar Tirreno.

### Idrografia

#### Fiume Amato
Il fiume Amato o Lamato (derivante dall'antico nome del fiume, Lametos, che è anche all'origine del nome del comune di Lamezia Terme) copre un totale di 56 km che lo rendono il fiume più lungo dell'istmo e ha origine nel massiccio montuoso della Sila Piccola, nel comune di Soveria Mannelli, nel punto di confluenza dei torrenti Sabettella e Occhiorosso. Da quel punto scende in direzione sud-est, segnando il confine tra i territori comunali di Soveria Mannelli e Decollatura. Dopo aver ricevuto le acque del torrente Galice di Stocco, l'Amato si avvicina al fiume Corace fino a trovarsi a meno di un chilometro di distanza da esso, proseguendo poi fianco a fianco fino ad arrivare nei pressi di Tiriolo dove il Corace va ad est per sfociare nello Ionio, mentre l'Amato scorre verso ovest attraversando i comuni di San Pietro Apostolo, Miglierina, Amato e Marcellinara prima di proseguire sul territorio di Pianopoli e poi a nord di Maida, dove riceve le acque del fiume Pesipe, emergendo infine nella piana di Sant'Eufemia, passando per il comune di Lamezia Terme e svuotandosi nel golfo di Santa Eufemia nel Tirreno.

#### Fiume Corace
Il fiume Corace (anticamente Crotalo o Crotalus) nasce a Bianchi, il comune più meridionale della provincia di Cosenza, situato a circa 3,5 chilometri da Soveria Mannelli. Scorre dolcemente verso sud-est e attraversa subito il confine arrivando in provincia di Catanzaro attraversando i comuni di Carlopoli (frazione di Castagna), Cicala, Gimigliano e Tiriolo rimanendo pressoché parallelo all'Amato che scorre a circa un chilometro a ovest. Il corso dei due fiumi si separa quindi tra Gimigliano e Tiriolo e le acque del Corace, alimentate da quelle dei torrenti Acciaio, Melito e Usito scorrono verso est e il golfo di Squillace. Attraversa così il territorio comunale di Catanzaro fino al quartiere Lido, sfociando nello Ionio. Copre un totale di 48 km che lo rendono il secondo fiume più lungo dell'istmo. Al Corace è legato il nome dell'abbazia cistercense di Corazzo, situata lungo l'alto corso del fiume, nei pressi dell'abitato di Castagna.

#### Torrente Alessi
L'Alessi (anticamente conosciuto come Pellena o Amnis Pellena) è un torrente che nasce al centro dell'Istmo, nel territorio del comune di Girifalco, presso il monte Covello. Scorre quindi verso il centro storico di Squillace, aggirandone il promontorio prima di congiungersi, a sud-est del paese, al torrente Ghetterello. Attraversa quindi la parte nord del comune di Stalettì prima di sfociare nel golfo di Squillace, nel mar Ionio. La sua foce funge da confine tra la frazione di Copanello, nel comune di Stalettì, e il quartiere lido di Squillace. È in questi luoghi che Ulisse avrebbe incontrato Nausicaa durante il suo viaggio nella terra dei Feaci. L'Alessi percorre complessivamente 18 km dalla sorgente alla foce.

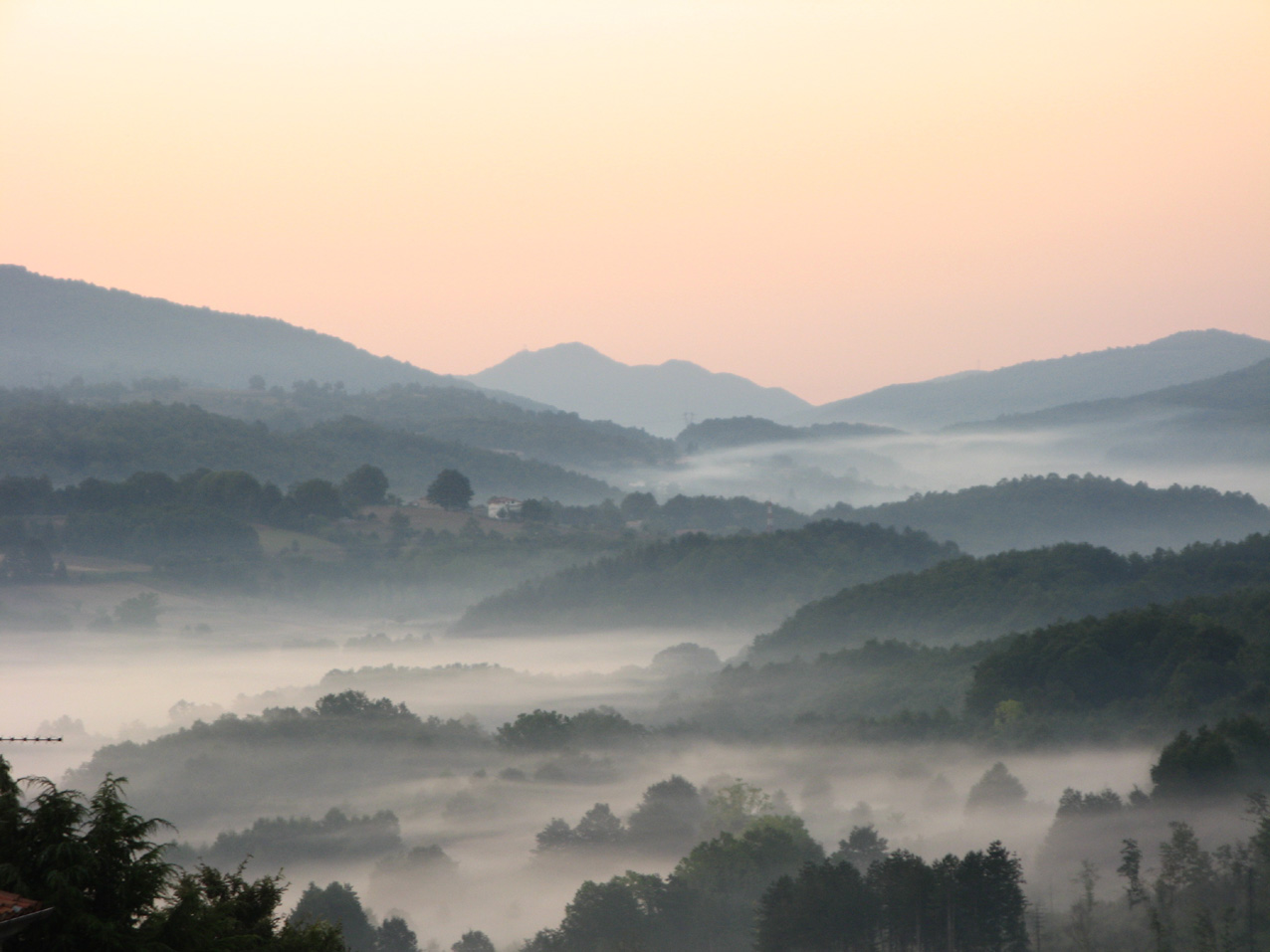
Valle del Fiume Amato
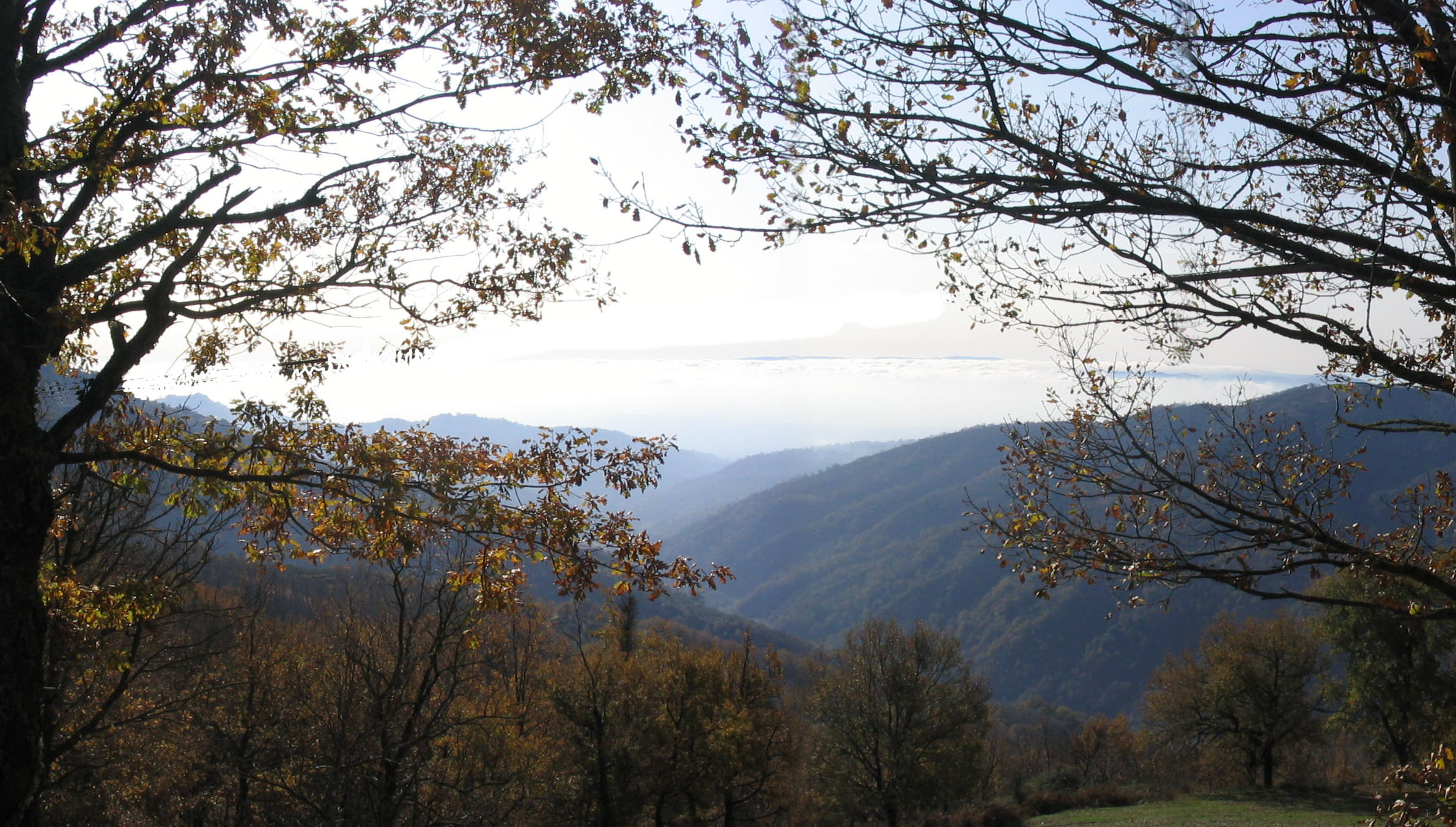
Valle del fiume Amato nei pressi di San Pietro Apostolo, a breve distanza dal fiume Corace.
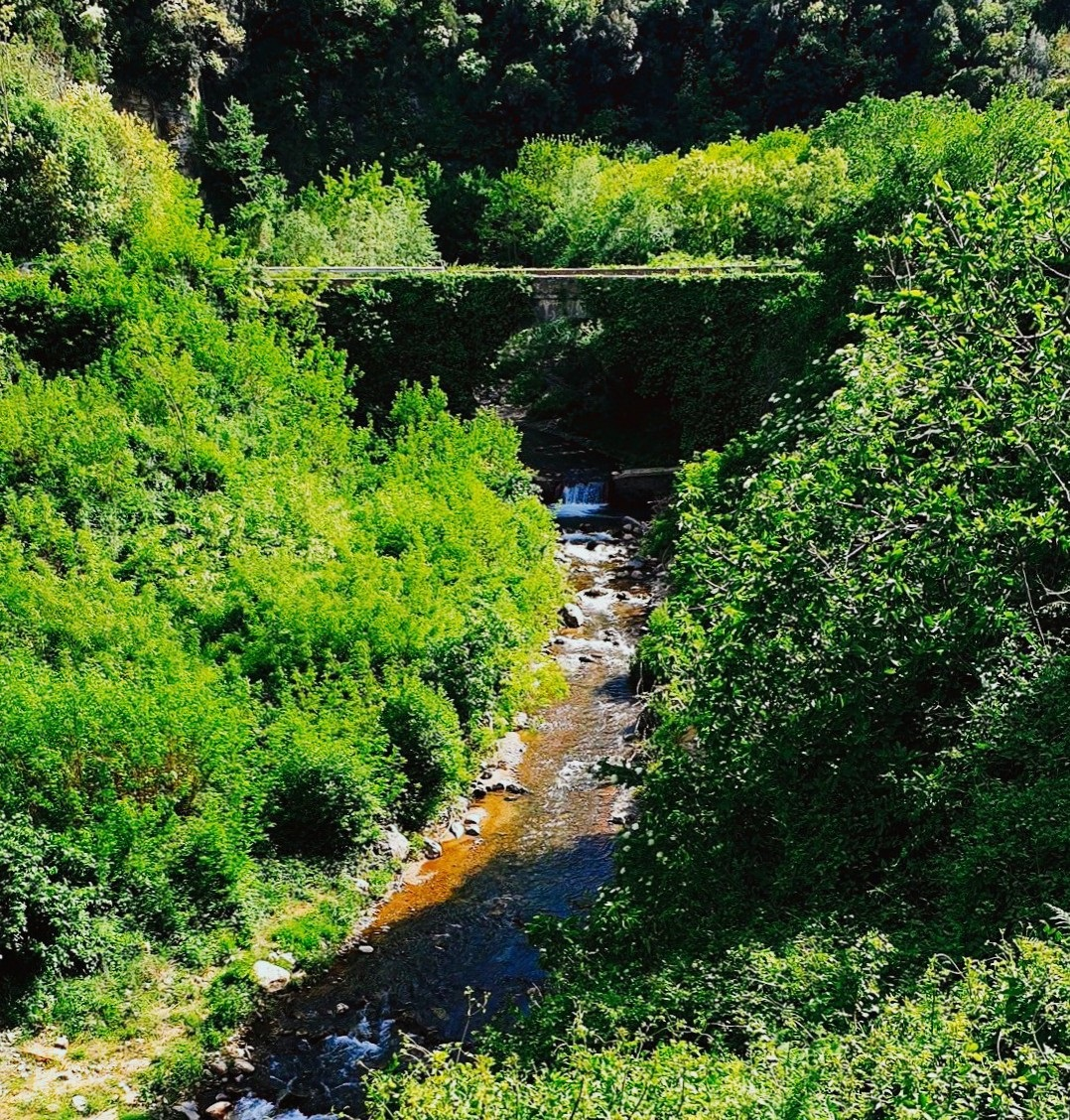
Il Pesipe (affluente dell'Amato) tra Cortale e Girifalco a nord del monte Covello.
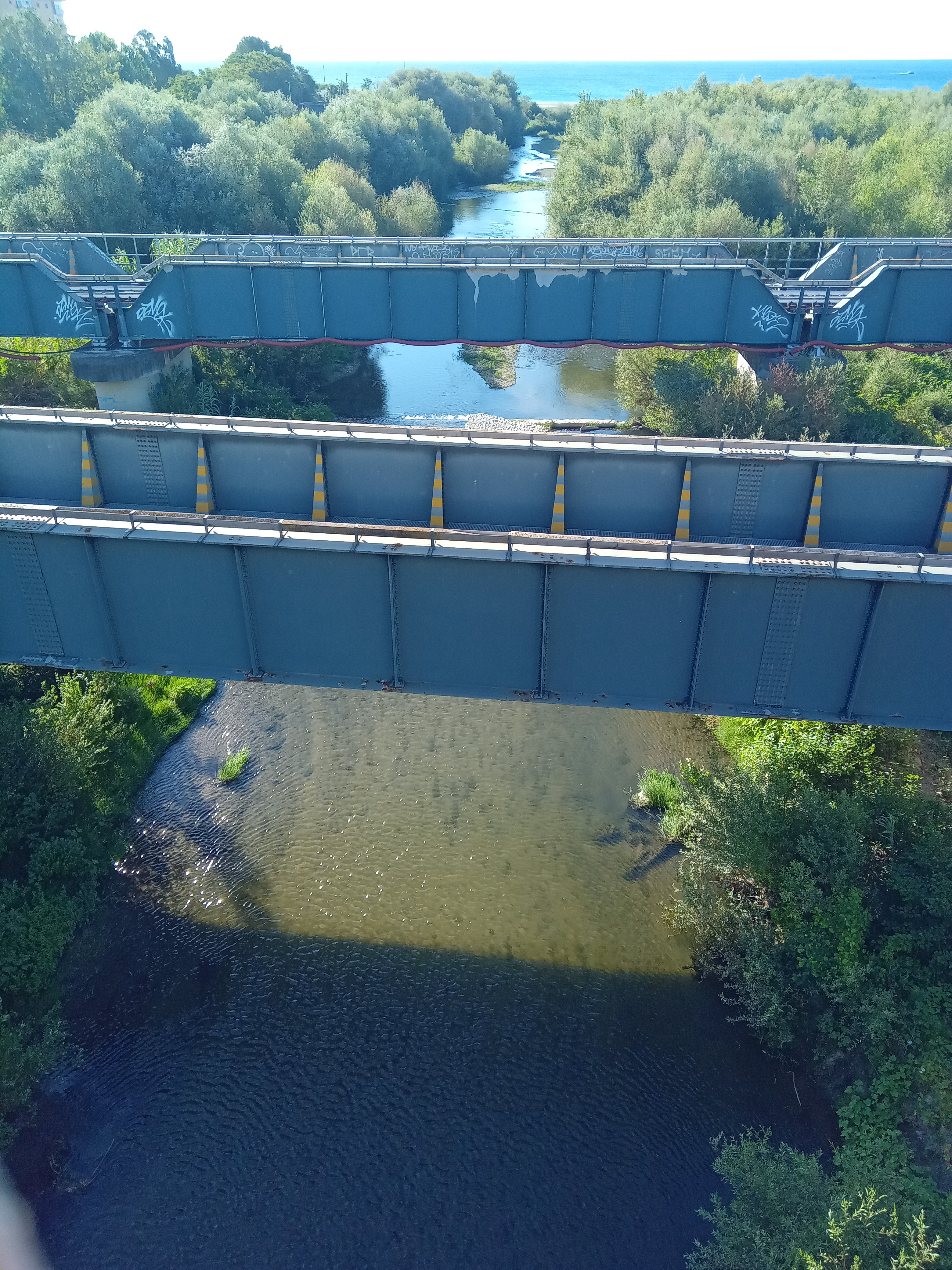
Fiume Corace nei pressi della foce
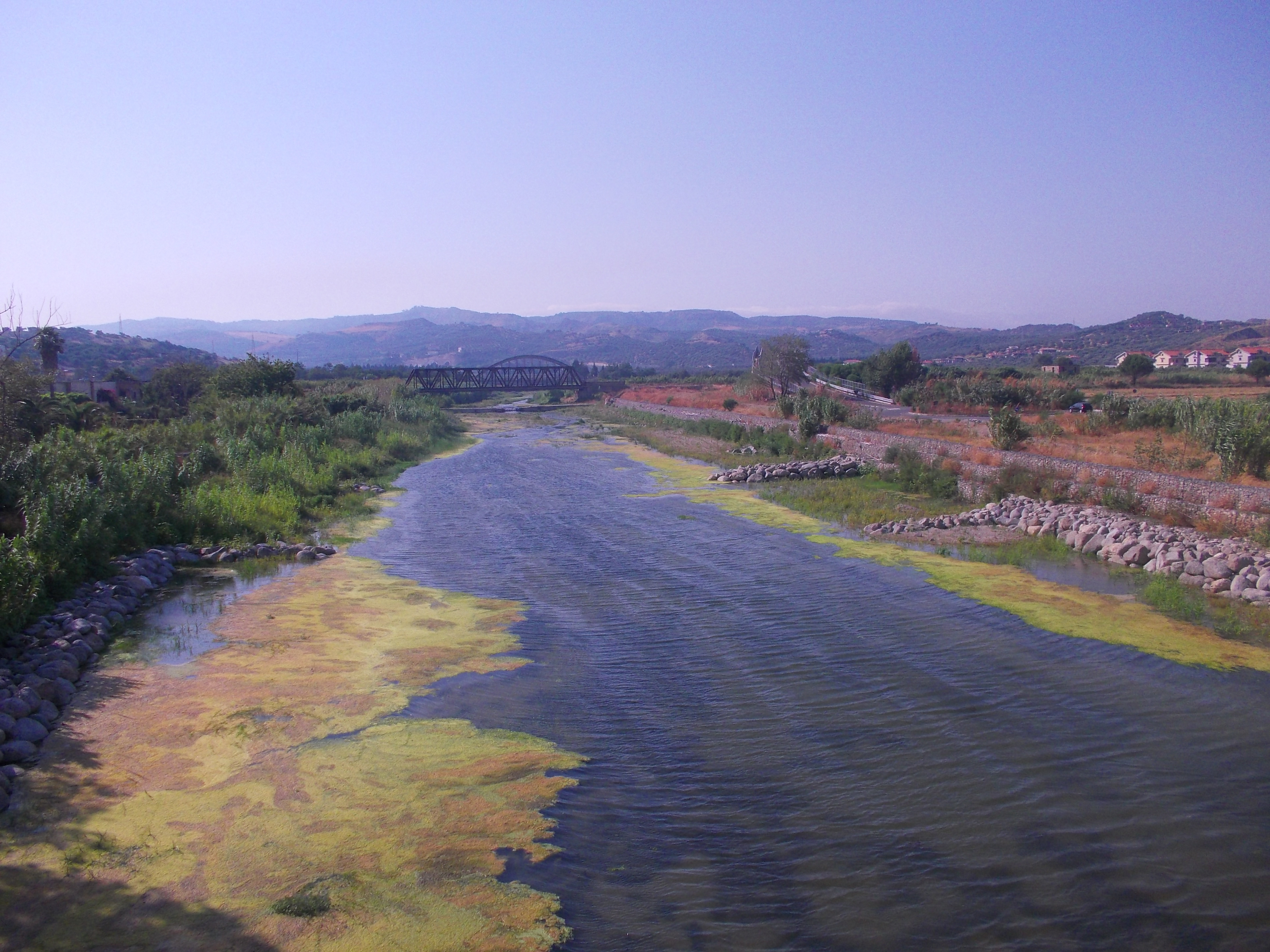
L'Alessi presso Copanello di Stalettì

### Sismicità
L'istmo è attraversato da un vasto sistema di faglie, ubicate sia a nord che a sud, del territorio. Le più importanti sono quelle che lo attraversano da Lamezia Terme sino a Catanzaro. Queste faglie, nel passato recente e remoto, sono state protagoniste di importanti eventi e forti crisi sismiche.

## Geografia amministrativa
L'istmo è quasi interamente compreso nell'interno della provincia di Catanzaro ad eccezione della parte sud-ovest che appartiene alla provincia di Vibo Valentia.

### Comuni dell'Istmo
Elenco dei comuni e con almeno una parte del loro territorio situata nell'Istmo:
| Stemma | Comune               | Popolazione (ab) | Superficie (km2) |
| ------ | -------------------- | ---------------- | ---------------- |
|        | Catanzaro            | 88.435           | 112,72           |
|        | Lamezia Terme        | 70.341           | 162,43           |
|        | Borgia               | 7.509            | 42,38            |
|        | Curinga              | 6.653            | 52,53            |
|        | Girifalco            | 5.761            | 43,1             |
|        | Montepaone           | 5.568            | 16,85            |
|        | Maida                | 4.641            | 58,34            |
|        | San Pietro a Maida   | 4.023            | 16,45            |
|        | Tiriolo              | 3.758            | 29,26            |
|        | Squillace            | 3.641            | 34,33            |
|        | Settingiano          | 3.137            | 14,35            |
|        | Pianopoli            | 2.613            | 24,65            |
|        | Stalettì             | 2.401            | 12,11            |
|        | Marcellinara         | 2.231            | 20,91            |
|        | Gasperina            | 2.027            | 6,78             |
|        | Feroleto Antico      | 2.020            | 22,38            |
|        | Cortale              | 1.989            | 30,01            |
|        | Caraffa di Catanzaro | 1.786            | 25,05            |
|        | Amaroni              | 1.773            | 9,88             |
|        | Montauro             | 1.740            | 11,74            |
|        | San Vito sullo Ionio | 1.697            | 17,17            |
|        | Vallefiorita         | 1.618            | 13,88            |
|        | Palermiti            | 1.166            | 18,38            |
|        | Petrizzi             | 1.064            | 21,5             |
|        | Miglierina           | 703              | 13,94            |

| Stemma | Comune               | Popolazione (ab) | Superficie (km2) |
| ------ | -------------------- | ---------------- | ---------------- |
|        | Pizzo                | 9.300            | 22,89            |
|        | Filadelfia           | 5.129            | 31,5             |
|        | Francavilla Angitola | 1.896            | 28,63            |
|        | Monterosso Calabro   | 1.619            | 18,37            |

## Storia

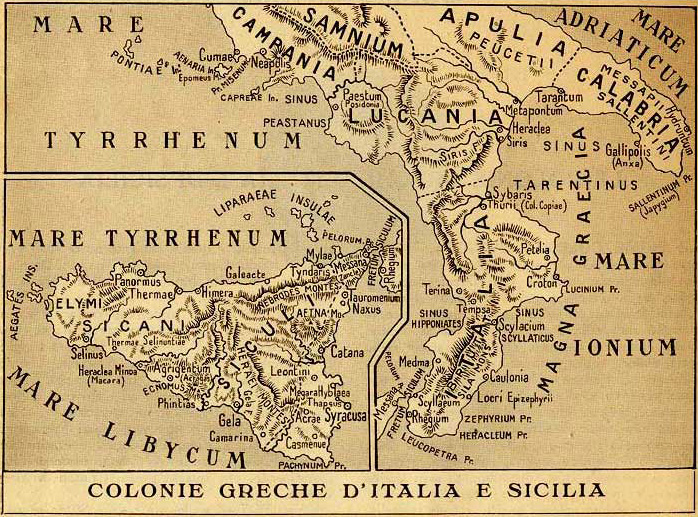
Territorio iniziale dell'Italia

Italo, re degli Enotri, sarebbe vissuto sedici generazioni prima della guerra di Troia e dal suo nome deriverebbe l'attuale nomenclatura dell'Italia che era originariamente utilizzato per designare il territorio degli Enotri (Itali), cioè l'istmo di Catanzaro con il golfo di Sant'Eufemia a ovest e il golfo di Squillace a est. Questo nome si diffuse a poco a poco in tutta la Calabria e successivamente in tutta la penisola italiana (fino alle odierne regioni Toscana e Marche), come raccontano i greci Tucidide, Strabone, Aristotele e Antioco di Siracusa. Secondo quest'ultimo, il successore del re Italo fu Morgete che governò l'Italia (Calabria) prima dei Bruzi. Antioco di Siracusa, secondo Strabone, fu uno dei primi a definire i confini dell'Italia nella sua opera Sull'Italia che la identificò con l'Enotria e quindi con l'istmo di Catanzaro, e successivamente con un'area che si estende dallo stretto di Messina al golfo di Taranto (a est) e al golfo di Salerno (a ovest). Con la conquista romana, il termine Italia si estese alle Alpi, includendo anche la Liguria e l'Istria.

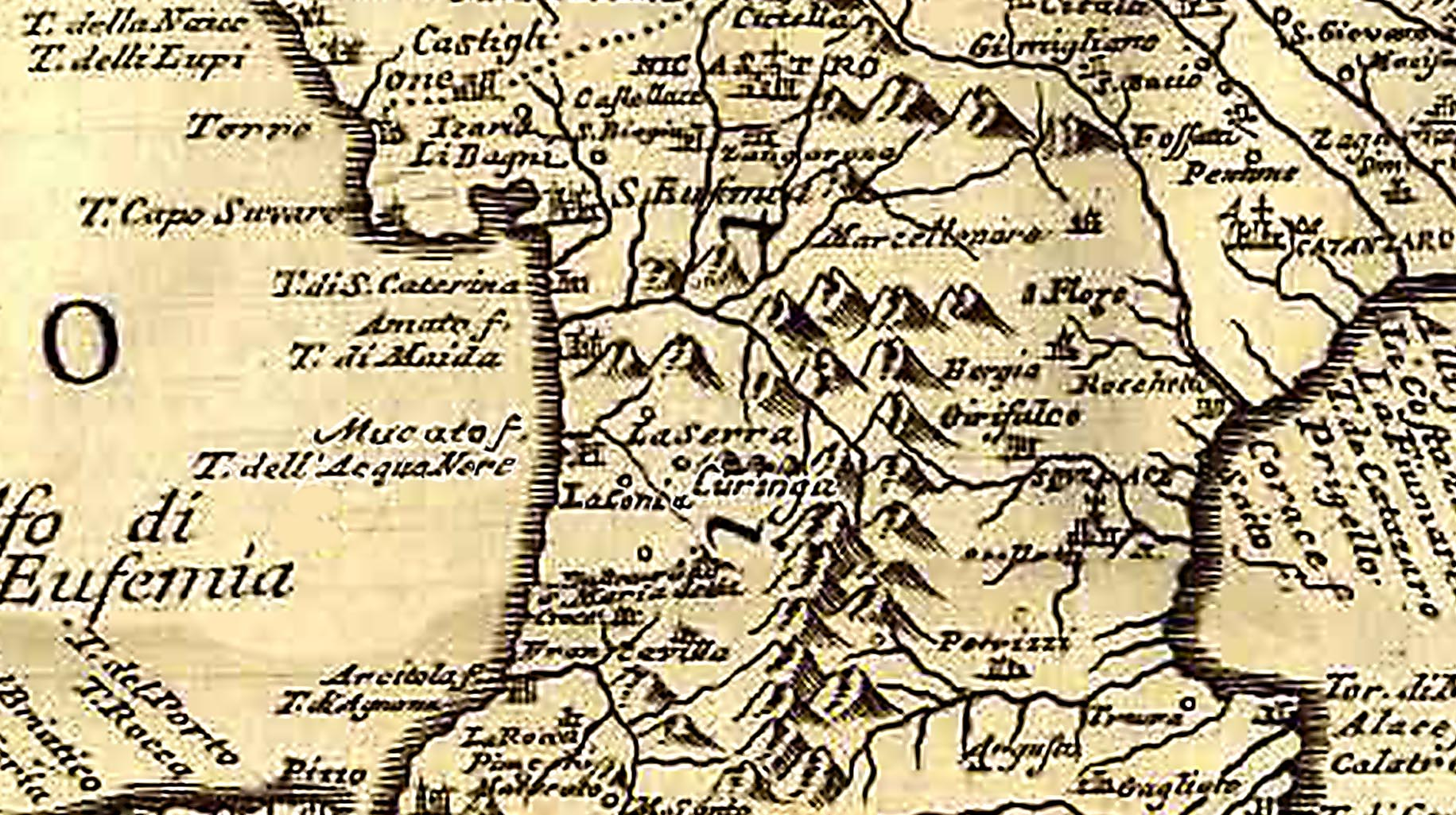
L'Istmo nella mappa della Calabria Ultra del 1712.

Storicamente l'istmo ha sempre rappresentato una facile via di incontro tra oriente e occidente, essendo il punto più stretto di attraversamento per via terra tra lo Ionio e il Tirreno, senza dover circumnavigare la penisola calabrese passando per lo stretto di Messina. Ai tempi della Magna Graecia c'erano le cosiddette vie istmiche che permettevano, appunto, una rapida e facile traversata dallo Scilletinico al Nepetinico. Una percorreva la foce del fiume Corace (Crotalus) fino all'antica Tiriolo e poi il corso del fiume Amato (Lametos), l'altra percorreva la foce del fiume Alessi (Amnis Pellena) e del Ghetterello (Gaiero) risalendone il corso fino alle antiche Squillace e Girifalco attraversando il suo pianoro e seguendo il corso del Pesipe, costeggiando il profilo montuoso delle preserre settentrionali passando nei pressi di Maida e giungendo verso ovest fino alla piana lametina.
Attraverso questa regione istmica, secondo Strabone, il tiranno di Siracusa Dionisio avrebbe eretto un vallo di difesa partente da Scillezio come spartiacque tra i suoi domini e quelli Lucani. La funzione di queste mura è paragonabile a quelle delle lunghe mura di Atene, cioè collegare i territori al di là dello stretto di Messina con la madrepatria.
Così come fece il generale Crasso, durante la rivolta degli schiavi capeggiati da Spartaco, per bloccare la loro avanzata e impedire l'arrivo di rifornimenti, fortificando l'area dell'istmo con un vero e proprio muro, un vallum, che doveva tagliare la penisola dal mar Ionio al mar Tirreno nel suo punto più stretto.
Durante il periodo fascista furono fatte varie proposte, con scarso successo, per la creazione di un canale artificiale che unisse il Tirreno allo Ionio.

## Mitologia e leggende

### Il regno dei Feaci
Uno dei primi ad aver localizzato la terra dei Feaci, con la città di Scheria o Skera, nell'istmo di Catanzaro fu Omero che scriveva che Ulisse percorse, nella terra dei Feaci, la via dei due mari attraverso l’istmo di Calabria. Mentre Cassiodoro che è nato, vissuto e morto a Scolacium nell'istmo attribuisce la fondazione della città di Squillace a Ulisse al suo arrivo, appunto, nella terra dei Feaci.
Recentemente, il professore e storico Armin Wolf ha sostenuto che la terra dei Feaci è da identificare con il territorio compreso tra il golfo di Sant'Eufemia e il golfo di Squillace e che il porto dove Ulisse si imbarcò per la sua terra natale sarebbe situato alla foce del fiume Corace.
Oltre alla versione di Armin Wolf, c'è l'ipotesi di Cassiodoro, e che fu ripresa da Enzo Gatti nel suo libro Odisseo (1975). Secondo questa tesi, Ulisse si sarebbe arenato nel golfo di Squillace, alla foce del fiume Alessi dove avrebbe incontrato Nausicaa che lo condusse da suo padre Alcinoo, che avrebbe dimorato al centro dell'istmo di Catanzaro in un punto non ben precisato.

## Comunicazioni
- La Strada statale 280 dei Due Mari aperta nel 1959 e lunga 34 km collega quasi tutto l'Istmo di Catanzaro da ovest ad est da Lamezia Terme a Catanzaro. A ovest si immette nella Strada statale 18 Tirrena Inferiore, ad est nella Strada statale 106 Jonica.
- La ferrovia Lamezia Terme-Catanzaro Lido costruita nel 1894-1899 e lunga 43 km attraversa anch'essa l'Istmo di Catanzaro da ovest ad est da Lamezia Terme a Catanzaro Lido. Ha collegamenti con la Ferrovia Tirrenica Meridionale, la ferrovia turistica Cosenza-Catanzaro Lido e la Ferrovia Jonica.
- L'Istmo di Catanzaro è raggiungibile anche dal casello di Lamezia Terme dell'A2.